# Dornava
Dornava este o localitate din comuna Dornava, Slovenia, cu o populație de 885 de locuitori.